# Лепя
Ле́пя (эст. Lepä) — деревня в волости Сетомаа уезда Вырумаа, Эстония. Исторически относится к нулку Коолина.
До административной реформы местных самоуправлений Эстонии 2017 года входила в состав волости Меремяэ.

## География и описание
Расположена в 23,5 километрах к юго-западу от волостного центра — посёлка Вярска — и в 26 километрах к востоку от уездного центра — города Выру. Высота над уровнем моря — 127 метров.
Климат переходный от морского к континентальному. Официальный язык — эстонский. Почтовый индекс — 65315.

## Население
По данным переписи населения 2021 года, в Лепя насчитывалось 9 жителей, все — эстонцы.
По данным переписи населения 2011 года, в деревне проживали 10 человек, все — эстонцы (сету в перечне национальностей выделены не были).
Численность населения деревни Лепя по данным переписей населения СССР и Департамента статистики Эстонии:
| Год  | 1959 | 1970 | 2000 | 2011 | 2018 | 2019 | 2020 | 2021 |
| ---- | ---- | ---- | ---- | ---- | ---- | ---- | ---- | ---- |
| Чел. | 43   | ↘ 24 | ↘ 11 | ↘ 9  | 9    | ↗ 12 | ↘ 11 | ↘ 9  |

## История
В письменных источниках примерно 1790 года деревня упоминается как Вязикова, 1882 года — Вязиково большое, 1897 года — Вязиково (Большое), 1904 года — Lepä, Большо́е Вя́зиково, прим. 1920 года — Leppa, 1922 года — Lepa.
На военно-топографических картах Российской империи (1846–1867 годы), в состав которой входила Лифляндская губерния, деревня обозначена как Вязикова.
В XIX веке деревня была частью общины Уланово и относилась к приходу Залесье.
В 1977–1997 годах Лепя была частью деревни Тоброва.

## Происхождение топонима
Название деревни происходит от названия дерева — «ольха» (эст. lepp).
Русское название Вязиково предположительно происходит от слова «вяз». К востоку, в т.ч. в Печорах и Ингерманландии, можно найти несколько топонимов, начинающихся на «Вяз-», «Вязь-», например, деревня Вязьмово в Изборской волости.